# Гайвуд (Іллінойс)
Гайвуд (англ. Highwood) — місто (англ. city) в США, в окрузі Лейк штату Іллінойс. Населення — 5074 особи (2020).

## Географія
Гайвуд розташований за координатами 42°12′22″ пн. ш. 87°48′47″ зх. д. / 42.20611° пн. ш. 87.81306° зх. д. (42.206031, -87.812928).  За даними Бюро перепису населення США в 2010 році місто мало площу 1,85 км², уся площа — суходіл.

## Демографія
Згідно з переписом 2010 року, у місті мешкало 5405 осіб у 1742 домогосподарствах у складі 1174 родин. Густота населення становила 2922 особи/км².  Було 1943 помешкання (1050/км²).
Расовий склад населення:
| - 69,6 % — білих - 2,2 % — азіатів - 1,5 % — чорних або афроамериканців - 0,3 % — корінних американців - 22,9 % — осіб інших рас |

До двох чи більше рас належало 3,3 %. Частка іспаномовних становила 56,9 % від усіх жителів.
За віковим діапазоном населення розподілялося таким чином: 27,2 % — особи молодші 18 років, 62,5 % — особи у віці 18—64 років, 10,3 % — особи у віці 65 років та старші. Медіана віку мешканця становила 32,8 року. На 100 осіб жіночої статі у місті припадало 108,8 чоловіків;  на 100 жінок у віці від 18 років та старших — 108,0 чоловіків також старших 18 років.
Середній дохід на одне домашнє господарство  становив 80 546 доларів США (медіана — 50 750), а середній дохід на одну сім'ю — 98 672 долари (медіана — 59 583). Медіана доходів становила 36 694 долари для чоловіків та 41 089 доларів для жінок. За межею бідності перебувало 14,8 % осіб, у тому числі 19,6 % дітей у віці до 18 років та 6,6 % осіб у віці 65 років та старших.
Цивільне працевлаштоване населення становило 2647 осіб. Основні галузі зайнятості: освіта, охорона здоров'я та соціальна допомога — 21,8 %, мистецтво, розваги та відпочинок — 21,0 %, роздрібна торгівля — 11,2 %, науковці, спеціалісти, менеджери — 9,9 %.